# Браун Строуман
Адам Джозеф Шерр (англ. Adam Joseph Scherr нар. 6 вересня 1983 р.) — американський професійний реслер, актор та колишній стронгмен, відомий виступами у WWE, під ринговим іменем Браун Строуман (англ. Braun Strowman). В WWE він став дворазовим командним чемпіоном RAW, переможцем Money in the Bank 2018 року, а також один раз Всесвітнім та Інтерконтинентальним чемпіоном. Строуман очолив багато подій, включаючи SummerSlam 2017 та Survivor Series. Протягом своїх виступів у WWE, Строуман зображувався як монстр, що не зупиняється.

## Раннє життя
Адам Шерр народився 6 вересня 1983 року в місті Шерріллс Форд, штат Північна Кароліна. У підлітковому віці він вчився у середній школі Бандіса, де був у футбольних, легкоатлетних та спортивних командах. Він значно виріс у середній школі; У старшій школі його зріст дорівнював 5 футів (1,73 м) і до закінчення навчання, він виріс до 6 футів (1,96 м). 2003 року, він вступив до коледжу. Наступні чотири роки він, працював швейцаром та механіком. Шерр був скаутом NFL у 2007 році. У кінці 2000-х він почав змагатися в аматорських змаганнях стронгменів.

## Кар'єра в рестлінгу

### WWE

#### Навчання (2013—2015)
На початку 2013 року Шерр підписав контракт з WWE і був призначений до Центру тренування WWE в Орландо, штат Флорида, де він прийняв ім'я «Браун Стоуман» У 2014 році він виступив як один із «Розбудів» Адама Роуза в його трюку. Він дебютував у професійній боротьбі на NXT у Джексонвіллі, штат Флорида, 19 грудня 2014 року, перемігши Чада Гейбла. 2 червня 2015 року Стоуман з'явився на головній події, у темному поєдинку, де переміг невпізнаного борця.

#### Сім'я Ваятів (2015—2016)
24 серпня епізоду RAW, Шерр, під ім'ям Браун Строумен, дебютував, напавши на Діна Емброуза та Романа Рейнса і утвердившись як новий член сім'ї Ваятів разом із Брейом Вайаттом, Люком Харпером та Еріком Роуеном. Струнмен провів свій перший телевізійний матч 31 серпня в епізоді RAW, коли він переміг Емброуза шляхом дискваліфікації. Строуман боровся у своєму першому матчі Pay-Per-View WWE 20 вересня в «Ніч чемпіонів», де сім'я Wyatt перемогла Емброуса, Рейнса та Кріса Джеріко в командному матчі з шести осіб.13 грудня на TLC: Столи, драбини та стільці, Сім'я Вайатів перемогла команду ECW Dudley Boyz.
24 січня 2016 року Строуман з'явився на Royal Rumble і вибив найбільше чоловік у матчі Royal Rumble на Чемпіонаті світу у важкій вазі WWE, усунувши п'ять противників, перш ніж був ліквідований Броком Леснаром. Потім він повернувся до матчу та допоміг своїм товаришам з родини Ваяттів ліквідували Леснара. Дейв Мельцер з інформаційного бюлетеня Спостереження з боротьби писав, що Стрьоман був «поставлений як монстр» у матчі. 21 лютого на Fastlane, Сім'я Ваяттів програла команді Біг Шоу, Кейну та Райбеку, але вони отримали свою перемогу наступної ночі на Raw у реванші. Строуман з'явився 3 квітня на Рестлманії 32 під час протистояння Скали та Джона Сіни з Сім'єю Ваяттів. Сім'я Ваяттів спочатку планувала зіткнутися з Лігою Націй 1 травня в Payback, але матч було скасовано після того, як Ваятт зазнав травми. У липні сім'я Ваяттів розпочала сутичку з чемпіонами WWE у командних змаганнях Новим Днем, але побачила перемогу Нового дня в командному матчі шести осіб 24 липня на Battleground.

#### Непереможний (2016—2017)
Як частина проекту WWE 2016 року, Строуман був призначений до бренду Raw, тоді як Брей Вайатт та Ерік Роуен були призначені до SmackDown, Строуман відокремився від Сім'ї Ваяттів і почав свою одиночну кар'єру. На наступних тижнях на Raw, Строуман з'явився з модифікованим виглядом і переміг Джеймса Еллсворта та кількох інших місцевих рестлерів. 31 жовтня в епізоді RAW Стройман виграв королівську битву, за місце у команді Raw для традиційного матчу на вибивання «П'ять на п'ять» на Survivor Series. 20 листопада Строуман усунув Діна Емброуза, але він був першим чоловіком, який був усунений з команди Raw після того, як його відрахували через втручання Джеймса Еллсворта. Пізніше команда RAW програла матч. 13 грудня в епізоді Raw, генеральний менеджер RAW Мік Фолі оголосив матч між Стройманом та Семі Зейном на Roadblock: End the Line 18 грудня, оголосили як десятихвилинний лімітний матч, у якому в Строумана було десять хвилин, щоб  перемогти Зейна, чого Строумен не зміг зробити. Наступної ночі на RAW Строуман вимагав матчу проти Зейна, але Фолі не дав цього, що спонукало Строумана напасти на Сіна Кару та Тайтуса О'Ніла під час їхнього матчу, а пізніше напав на Сета Роллінза та Романа Рейнса під час їхнього матчу проти Кріса Джеріко та Кевіна Оуенса. 2 січня 2017 року в епізоді RAW Стройман переміг Зейна в матчі «Останній на ногах», щоб покласти край їхній ворожнечі.

#### Різні Ворожнечі (2018–2025)
2021 Був звільнений з WWE